# ジョゼフ・バタンドン
ジョゼフ・バタンドン（Joseph Batangdon、1978年7月29日 ‐ ）は、カメルーン・ヤウンデ出身の元陸上競技選手。専門は短距離走。100mで10秒19（元カメルーン記録）、200mで20秒31（カメルーン記録）、室内200mで20秒47（カメルーン記録）の自己ベストを持つ。2003年バーミンガム世界室内選手権男子200mの銀メダリストである。
200mを中心に活躍したカメルーンを代表するスプリンター。2003年バーミンガム世界室内選手権男子200mで銀メダルを獲得し、全種目を通じてカメルーン男子初の世界室内選手権メダリストとなった。オリンピックと世界選手権には合わせて6回出場しているものの、準決勝まで進出したのは2001年エドモントン世界選手権男子200mの1回だけである。しかし、アフリカの大会では、2004年アフリカ選手権男子200mで金メダル、1999年アフリカ競技大会男子200mで銀メダルを獲得するなど活躍した。2000年シドニーオリンピック男子200mの2次予選3組5着、2001年エドモントン世界選手権男子200mの準決勝1組8着という成績は、オリンピックと世界選手権の200mにおけるカメルーン男子最高成績である。

## 経歴

### 1999年
9月のアフリカ競技大会男子200mで決勝に進出すると、決勝では20秒37（+0.6）をマークし、フランシス・オビクウェル（20秒06）に次ぐ2位で銀メダルを獲得した。

### 2001年
7月のアフリカ選手権男子200mで決勝に進出すると、決勝では20秒31（+0.2）のカメルーンタイ記録を樹立し、アジズ・ザカリ（20秒23）に次ぐ2位で銀メダルを獲得した。8月のエドモントン世界選手権男子200mでも2次予選で20秒31（+1.2）のカメルーンタイ記録を樹立して準決勝進出条件の組4着までに入り、世界選手権において自身初となる準決勝進出を果たしたが、準決勝は20秒66（+1.0）で組8着に終わった。

### 2003年
3月のバーミンガム世界室内選手権男子200m準決勝を全体2位の20秒65で突破し、屋外と室内の世界大会（オリンピック・世界選手権・世界室内選手権）を通じて自身初となる決勝に進出すると、決勝では20秒76と準決勝よりもタイムを落としたものの、準決勝を全体1位で突破したマーロン・デボニッシュ（20秒62）に次ぐ2位で銀メダルを獲得した。これは世界室内選手権の全種目を通じて、カメルーン男子選手初のメダル獲得となった。

### 2004年
3月のブダペスト世界室内選手権男子200m準決勝を全体3位の20秒86で突破し、2大会連続となる決勝に進出したが、決勝では今大会で一番悪いタイムの21秒16をマークし、3位のトビアス・ウンガー（21秒02）とは0秒14差の4位で2大会連続のメダルを逃した。7月にはアフリカ選手権男子200m決勝を20秒46（0.0）で制し、この種目ではカメルーン選手初となるメダルを獲得した。

## 自己ベスト
記録欄の（　）内の数字は風速（m/s）で、+は追い風を意味する。
| 種目 | 記録                                      | 年月日                                   | 場所                                 | 備考             |
| 屋外 | 屋外                                      | 屋外                                     | 屋外                                 | 屋外             |
| ---- | ----------------------------------------- | ---------------------------------------- | ------------------------------------ | ---------------- |
| 100m | 10秒19 (0.0)                              | 2002年6月12日                            | ボルドー                             | 元カメルーン記録 |
| 200m | 20秒31 (+0.8) 20秒31 (+0.2) 20秒31 (+1.2) | 1999年9月17日 2000年7月14日 2001年8月7日 | ヨハネスブルグ アルジェ エドモントン | カメルーン記録   |
| 300m | 32秒44                                    | 2000年9月11日                            | シドニー                             |                  |
| 400m | 46秒50                                    | 1996年6月16日                            | ノジャン＝シュル＝マルヌ             |                  |
| 室内 |                                           |                                          |                                      |                  |
| 60m  | 6秒89                                     | 2003年2月23日                            | リエヴァン                           |                  |
| 200m | 20秒47                                    | 2003年3月2日                             | オービエール                         | カメルーン記録   |
| 300m | 33秒17                                    | 2005年2月26日                            | リエヴァン                           |                  |

## 主要大会成績
備考欄の記録は当時のもの
| 年   | 大会                                 | 場所           | 種目    | 結果    | 記録          | 備考                                       |
| ---- | ------------------------------------ | -------------- | ------- | ------- | ------------- | ------------------------------------------ |
| 1999 | 世界選手権                           | セビリア       | 200m    | 2次予選 | 20秒70 (0.0)  |                                            |
| 1999 | 世界選手権                           | セビリア       | 4x100mR | 予選    | 39秒25 (3走)  | カメルーン記録                             |
| 1999 | アフリカ競技大会 (en)                | ヨハネスブルグ | 200m    | 2位     | 20秒37 (+0.6) |                                            |
| 2000 | アフリカ選手権 (en)                  | アルジェ       | 200m    | 2位     | 20秒31 (+0.2) | カメルーン記録                             |
| 2000 | オリンピック                         | シドニー       | 100m    | 2次予選 | 10秒52 (+0.3) |                                            |
| 2000 | オリンピック                         | シドニー       | 200m    | 2次予選 | 20秒55 (-0.2) |                                            |
| 2000 | オリンピック                         | シドニー       | 4x100mR | 予選    | 39秒62 (3走)  |                                            |
| 2001 | 世界室内選手権                       | リスボン       | 200m    | 準決勝  | 21秒43        |                                            |
| 2001 | フランス語圏競技大会 (en)            | オタワ         | 200m    | 3位     | 20秒75 (+0.5) |                                            |
| 2001 | 世界選手権                           | エドモントン   | 200m    | 準決勝  | 20秒66 (+1.0) | 2次予選20秒31 (+1.2)：カメルーン記録       |
| 2001 | 世界選手権                           | エドモントン   | 4x100mR | 予選    | 39秒29 (3走)  |                                            |
| 2002 | 英連邦競技大会 (en)                  | マンチェスター | 100m    | 準決勝  | 10秒37 (+0.8) |                                            |
| 2002 | 英連邦競技大会 (en)                  | マンチェスター | 200m    | 7位     | 20秒36 (+1.4) |                                            |
| 2002 | 英連邦競技大会 (en)                  | マンチェスター | 4x100mR | 7位     | 39秒52 (4走)  |                                            |
| 2002 | アフリカ選手権 (en)                  | ラデス         | 200m    | 4位     | 20秒47 (+2.4) |                                            |
| 2003 | 世界室内選手権                       | バーミンガム   | 200m    | 2位     | 20秒76        | カメルーン男子初の世界室内選手権メダリスト |
| 2003 | 世界選手権                           | パリ           | 200m    | 2次予選 | 20秒81 (+2.3) |                                            |
| 2003 | 世界選手権                           | パリ           | 4x100mR | 予選    | DQ (4走)      |                                            |
| 2003 | アフリカ競技大会 (en)                | アブジャ       | 200m    | 6位     | 21秒09 (-0.9) |                                            |
| 2003 | アフリカ競技大会 (en)                | アブジャ       | 4x100mR | 4位     | 39秒94 (4走)  |                                            |
| 2004 | 世界室内選手権                       | ブダペスト     | 200m    | 4位     | 21秒16        |                                            |
| 2004 | アフリカ選手権 (en)                  | ブラザヴィル   | 200m    | 優勝    | 20秒46 (0.0)  | カメルーン男子初の金メダリスト             |
| 2004 | アフリカ選手権 (en)                  | ブラザヴィル   | 4x100mR | 3位     | 39秒87 (4走)  |                                            |
| 2004 | オリンピック                         | アテネ         | 200m    | 2次予選 | DNS           |                                            |
| 2004 | ワールドアスレチック ファイナル (en) | モナコ         | 200m    | 7位     | 20秒95 (+0.7) |                                            |
| 2005 | イスラム諸国連帯 競技大会 (en)       | メッカ         | 200m    | 2位     | 20秒73 (0.0)  |                                            |
| 2005 | 世界選手権                           | ヘルシンキ     | 200m    | 2次予選 | 21秒38 (+2.0) |                                            |
| 2006 | 英連邦競技大会 (en)                  | メルボルン     | 200m    | 予選    | DNS           |                                            |
| 2008 | アフリカ選手権 (en)                  | アディスアベバ | 200m    | 6位     | 21秒24 (+0.3) |                                            |
| 2008 | アフリカ選手権 (en)                  | アディスアベバ | 4x100mR | 3位     | 40秒60 (4走)  |                                            |
| 2009 | フランス語圏競技大会 (en)            | ベイルート     | 4x100mR | 5位     | 40秒07 (4走)  |                                            |